# Colin Campbell (1968)
Colin Campbell född 24 januari 1968 i Mexico City (Mexiko), amerikansk skådespelare.

## Filmografi (urval)
- 2002 - Van the Man
- 1997 - Konsten att sälja tjuvlarm
- 1986 - Liftaren